# Pedro Pablo Pérez
Pedro Pablo Pérez (7 de febrero de 1977) es un exciclista cubano. 
Ganador cinco veces de la Vuelta a Cuba, fue medallista de los Juegos Panamericanos de Winnipeg y de Santo Domingo, así como también Campeón Nacional de Cuba.
Pérez es uno de los mejores ciclistas cubanos de todos los tiempos. Es 5 veces ganador de la Vuelta a Cuba (2000, 2001, 2004, 2007, 2008) sólo superado por su compatriota Eduardo Alonso con seis. Representó a Cuba en los Juegos Olímpicos de Sídney 2000 culminando en la posición 92.ª.
Poco antes de los Juegos Olímpicos de Pekín para los que estaba clasificado, tuvo un grave accidente automovilístico. Sufrió graves heridas cerebrales y pasó una semana en coma. Pérez tenía la intención de retirarse del ciclismo después de los Juegos Olímpicos.

## Palmarés
1999
- 1 etapa de la Vuelta al Táchira
- 3º en Juegos Panamericanos, Ruta, Winnipeg
- 4º en la clasificación final de la Vuelta Ciclista de Chile

2000
- General de la Vuelta a Cuba, más 2 etapas
- 1 etapa de la Vuelta Ciclista del Uruguay

2001
- General de la Vuelta a Cuba, más 3 etapas
- 1º en el Campeonato Nacional de Ruta

2002
- 1 etapa de la Vuelta a Cuba
- 1 etapa de la Vuelta a Venezuela

2003
- 2º en Juegos Panamericanos, Ruta, Santo Domingo

2004
- General de la Vuelta a Cuba, más 3 etapas

2005
- 1 etapa de la Vuelta a Venezuela

2006
- General de la Vuelta a Cuba, más 3 etapas
- 2.º en el Campeonato Nacional de Ruta
- 2 etapas de la Vuelta a Costa Rica

2007
- 2 etapas de la Vuelta a Cuba
- 3 etapas de la Vuelta a Costa Rica

2008
- 1 etapa de la Vuelta al Táchira
- General de la Vuelta a Cuba, más 3 etapas